# غلين هيغن
غلين هيغن (بالإنجليزية: Glenn Hagan)‏ مواليد 25 يونيو 1955 في سانفورد، هو لاعب كرة سلة أمريكي معتزل. تم اختياره من قبل فريق فيلادلفيا سفنتي سيكسرز خلال الدرافت. حمل الرقم 10. يبلغ طوله 6 قدم 0 بوصة (1.8 م).

## روابط خارجية
- غلين هيغن على موقع إن بي أي (الإنجليزية)
- غلين هيغن على موقع سبورتس رفرنس (الإنجليزية)
- غلين هيغن على موقع كلية كرة السلة في سبورتس رفرنس.كوم (الإنجليزية)
- غلين هيغن على موقع ريلجم (الإنجليزية)
- غلين هيغن على موقع بروبوليرز (الإنجليزية)